# Roche de Mio
Roche de Mio is een 2737 of 2739 meter hoge berg in het Franse departement Savoie op de grens van de gemeenten La Plagne Tarentaise en Champagny-en-Vanoise. De berg behoort tot de Vanoise, deel van de Grajische Alpen. 
De Roche de Mio torent uit boven het dal van de Doron de Champagny in het zuiden, het dal van de Nant Benin en de Ponturin in het noordoosten en over de alpenweiden van het wintersportgebied La Plagne (Paradiski) rondom de bergtop. Op de top bevinden zich vier skiliftstations, een bergrestaurant en een info- en hulppunt voor skiërs. Het is de toegangspoort tot de skipistes op de flanken en gletsjers van de Bellecôte.